# Agylla revoluta
Agylla revoluta là một loài bướm đêm thuộc phân họ Arctiinae, họ Erebidae.